# János Vilmos Friso orániai herceg
János Vilmos Friso (1687. augusztus 4. – 1711. július 14.) Nassau-Dietz és Oránia hercege, Frízföld és Groningen helytartója, de nem az összes holland tartományé – így egy időre ismét a nemzetgyűlés kezébe került a legfőbb hatalom.

## Élete
Frízföld és Groningen helytartójának, II. Henrik Kázmérnak és Anthalt-Dessaui Henrietta Amáliának fiaként született. 1696-ban örökölte édesapja címeit, és a gyermektelen III. Vilmos holland helytartó még 1695-ben őt nevezte meg örökösének. Vilmos 1702-es halála után a tartományok megtagadták János Vilmos Frisótól a főhelytartói címet, ezzel megkezdődött a holland történelem második stadhouder nélküli korszaka (1702–1747).
János Vilmos Friso hadvezérként ugyanakkor sikeresnek bizonyult a spanyol örökösödési háborúban. 1709-ben feleségül vette Mária Lujza hessen–kasseli őrgrófnőt. Már küszöbön állt az I. Frigyessel való megállapodása, amikor 1711-ben Hágában egy hajóbaleset során vízbe fulladt. Halála után hat héttel született meg a fia, aki IV. Vilmos néven örökölte birtokait.

## Lásd még
- Hollandia uralkodóinak listája
- Holland uralkodók házastársainak listája
- Hollandia uralkodóinak családfája

| Előző uralkodó: III. Vilmos | Hollandia stadhouder-e (helytartója) 1702 – 1711 csak bizonyos területeken | Következő uralkodó: IV. Vilmos |